# Geoesquema de las Naciones Unidas para América
La siguiente es una lista alfabética de subregiones en el geoesquema de las Naciones Unidas para América.
En este esquema, América se divide políticamente en las subregiones de América Septentrional, el Caribe, América Central (incluyendo México) y América del Sur.

## División política de América según este geoesquema

### Caribe
| - Anguila - Antigua y Barbuda - Aruba - Bahamas - Barbados - Bonaire, San Eustaquio y Saba | - Cuba - Curazao - Dominica - Granada - Guadalupe - Haití | - Islas Caimán - Isla Navaza - Islas Turcas y Caicos - Islas Vírgenes Británicas - Islas Vírgenes de los Estados Unidos - Jamaica | - Martinica - Montserrat - Puerto Rico - República Dominicana - San Bartolomé - San Cristóbal y Nieves | - Santa Lucía - San Martín - San Martín - San Vicente y las Granadinas - Trinidad y Tobago |

### América Central
| - Belice - Costa Rica - El Salvador - Guatemala - Honduras | - Isla Clipperton - México - Nicaragua - Panamá |

### América del Sur
| - Argentina - Bolivia - Brasil - Chile - Colombia | - Ecuador - Guyana - Guayana Francesa - Isla Bouvet - Islas Georgias del Sur y Sandwich del Sur | - Islas Malvinas - Paraguay - Perú - Surinam - Uruguay | - Venezuela |

### América Septentrional
- Bermudas
- Canadá
- Groenlandia
- San Pedro y Miquelón
- Estados Unidos